# IPhone 4
iPhone 4 (до выхода был известен, как iPhone 4G) — сенсорный смартфон, разработанный корпорацией Apple. Это четвёртое поколение iPhone и преемник iPhone 3GS. Имеет в наличии процессор Apple A4 — который содержит 250 млн транзисторов в процессоре. iPhone 4 позиционируется для осуществления видеовызовов (под названием FaceTime), использования медиа, в том числе книг и периодических изданий, фильмов, музыки и игр, и для общего доступа к вебу и электронной почте. Был представлен 7 июня 2010 года на Worldwide Developers Conference в Сан-Франциско и был выпущен 24 июня 2010 года в США, Великобритании, Франции, Германии и Японии.
iPhone 4 работает на операционной системе iOS — на той же операционной системе, которая используется в предыдущих iPhone, iPad и iPod touch. Она главным образом управляется пальцами пользователя на мультитач-дисплее, который чувствителен к контакту пальцев.
Наиболее заметное различие между iPhone 4 и его предшественниками — это новый дизайн, который включает в себя неизолированную раму из нержавеющей стали, действующую как антенна устройства. Внутренние компоненты устройства расположены между двумя панелями химически укреплённого алюмосиликатного стекла. iPhone 4 имеет процессор Apple A4 и 512 МБ eDRAM, что вдвое больше, чем в его предшественнике, и в четыре раза больше, чем в первом iPhone. Его 3,5-дюймовый (89 мм) ЖК-дисплей со светодиодной подсветкой и с разрешением 960×640 пикселей позиционируется как «Retina Display». Его работу обеспечивает обновлённая графическая подсистема: iPhone 4 работает на базе графического процессора PowerVR SGX535.
Последняя доступная версия iOS — 7.1.2. 2

## История

### Прототипы
В средствах массовой информации появлялись сведения, и также слухи о двух прототипах iPhone 4 перед его официальным представлением - 7 июня 2010 года, что нарушило обычный секретный процесс разработки Apple. Многие предположения относительно технических характеристик оказались точными.
19 апреля 2010 года сайт о гаджетах Gizmodo сообщил, что они купили прототип iPhone за 5000 долларов и разобрали устройство. Прототип, как сообщалось, потерял сотрудник Apple Грэй Пауэлл в Редвуд-сити (штат Калифорния). Вскоре после публикации в Gizmodo подробной информации о прототипе правовые партнёры Apple официально запросили вернуть телефон в Apple, и Gizmodo ответил с намерением к сотрудничеству. 22 апреля сотрудники правоохранительных органов Калифорнии провели обыск в доме редактора Gizmodo Джейсона Чена, отвечавшего за обзор прототипа, изъяв все его компьютеры и жёсткие диски. Electronic Frontier Foundation подверг обыск критике как нарушение законов о защите журналистских источников, которые запрещают изъятие компьютеров журналистов, а также высказал подозрение, что Apple использовал своё влияние, чтобы подтолкнуть полицию к действиям, которые обычно не проводятся в случаев подобных инцидентов. Gizmodo вернул прототип Apple ещё до обыска. Окружной прокурор заявил, что расследование остановлено и никаких обвинений не предъявлено.
Фотографии и видео второго прототипа были опубликованы на вьетнамском сайте Taoviet 12 мая 2010 года. Он был почти идентичен первому и использовал чип А4, произведённый Apple. Сайт приобрёл прототип за 4000 долларов. DigiTimes сообщил, что разрешение экрана нового телефона — 960×640, что Apple подтвердил в официальном анонсе iPhone 4.

### Анонс
iPhone 4 стал доступен для предварительного заказа 15 июня 2010 года. Клиенты, пытавшиеся сделать предварительный заказ iPhone 4, сообщали о проблемах с процессом заказа в онлайновых Apple Store в США и Великобритании, которые стали недоступными из-за всплеска трафика. Об этой же проблеме с AT&T и SoftBank сообщали эксклюзивные партнёры Apple в США и Японии соответственно, которые приостановили продажи iPhone 4, поскольку спрос грозил превысить предложение. Магазины розничной торговли также не могли завершить транзакции предзаказов из-за того, что серверы становились недоступными. Apple и её партнёры получили 600 тысяч предзаказов на iPhone 4 в первые 24 часа — это самое большое количество предзаказов, которые корпорация Apple получала за один день на любые устройства на тот момент Engadget сообщил, что в 20:30 по UTC все предварительные запасы iPhone 4 были распроданы. 1,7 миллиона iPhone 4 были проданы в первые три дня.
iPhone 4 также был выпущен в сети Orange в Тунисе и при запуске был доступен в восьми городах. В Южной Корее он был выпущен в сети KT 10 сентября. В Израиле он был выпущен 24 сентября в сетях Cellcom, «Пелефон» и Orange. В Таиланде он был выпущен 23 сентября в сетях AIS, DTAC и True Move, а в Малайзии — 26 сентября в Куала-Лумпуре и во всей стране 27 сентября. В Южной Африке iPhone 4 был выпущен 22 сентября в сетях Vodacom и MTN в очень ограниченных количествах — во Вьетнаме 30 сентября в сетях VinaPhone и Viettel, сначала в Ханое, Хошимине и Дананге, а затем по всей стране к концу октября. 27 мая 2011 года iPhone 4 был выпущен в Индии в сетях Aircel и Airtel.
11 января 2011 года Verizon объявил, что достиг соглашения с Apple и начнёт продажи CDMA- версии iPhone 4 в США, тем самым закончив эксклюзивность соглашения AT&T с Apple. Verizon iPhone стал доступен для предзаказа 3 февраля и поступил в продажу 10 февраля. В Verizon iPhone есть функция «Personal Hotspot», позволяющая пользователю использовать iPhone в качестве беспроводной точки доступа, подключая до 5 устройств одновременно. 3 февраля предпродажи iPhone 4 побили рекорд Verizon на продажи одного устройства в первый день.
24 июня 2010 года Apple выступила с заявлением, что белая модель iPhone 4 оказалась более «сложной в производстве», чем ожидалось, и сначала перенёс её выпуск на вторую половину июля. О причинах задержки белого iPhone 4 ходило много слухов. Самые популярные касались внутренней камеры телефона, страдавшей от попадания света из-за полупрозрачного стекла и белой краски. Другие источники сообщали, что проблема связана с неспособностью Apple привести в соответствие белый цвет передней панели и основной кнопки. 27 апреля 2011 года Apple объявила, что выпустит белые модели iPhone 4 28 апреля 2011 и для GSM, и для CDMA Белый iPhone 4 был выпущен 28 апреля..
Китайский iPhone 4g 8gb black языки

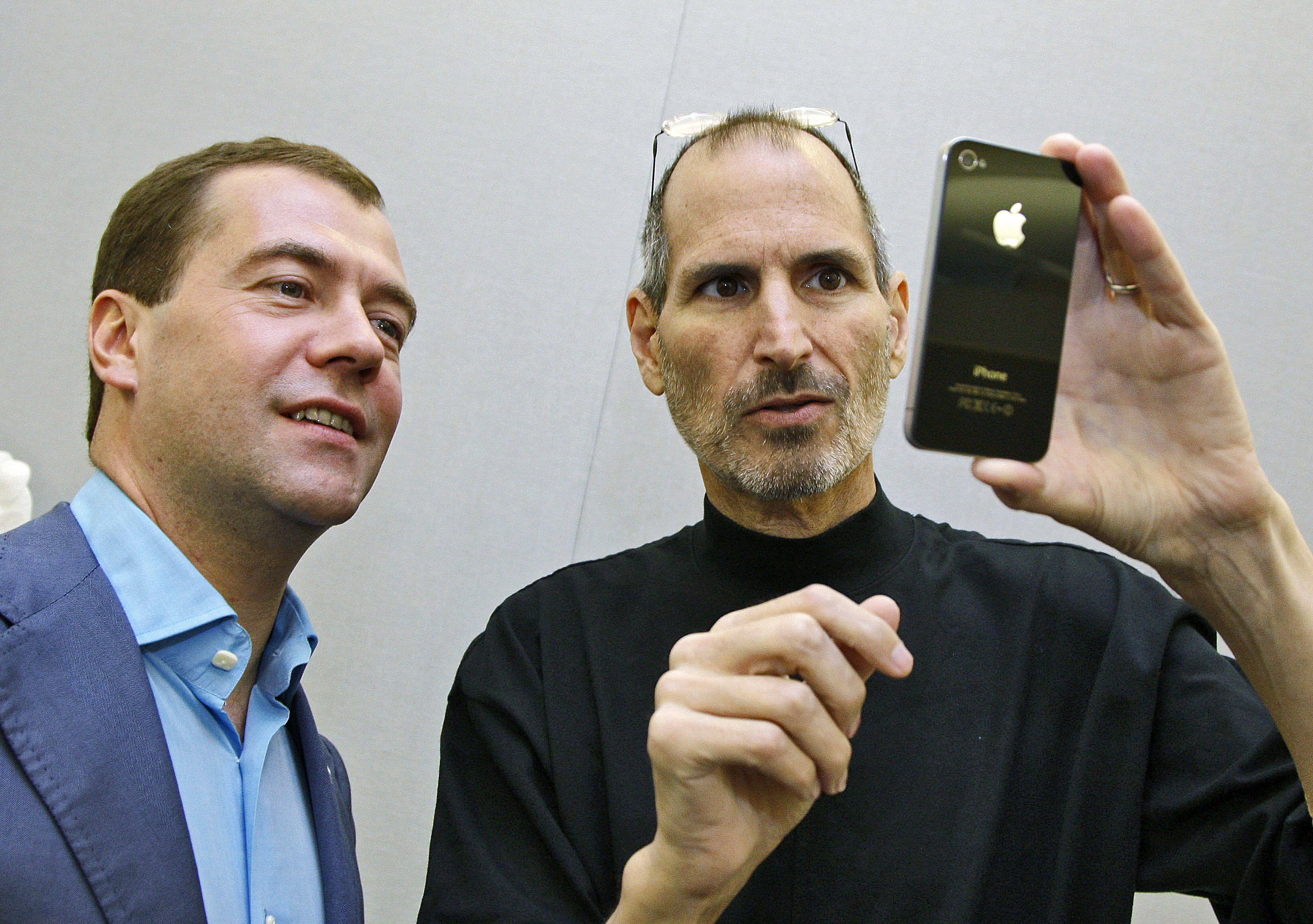
Джобс демонстрирует iPhone 4 президенту Российской Федерации Дмитрию Медведеву 23 июня 2010 года

Автоматически, английский, французский, испанский, португальский, польский, немецкий, голландский, вьетнамский, боснийский, финский, каталанский, хорватский, греческий, русский язык, арабский, персидский, турецкий.

## Скорость беспроводной связи
| Тип сотовой сети/беспроводной технологии | Класс        | Частоты, на которых работает сеть | Максимальная скорость Downlink (Mbps) | Максимальная скорость Uplink (Mbps) | Современность        |
| ---------------------------------------- | ------------ | --------------------------------- | ------------------------------------- | ----------------------------------- | -------------------- |
| GPRS                                     | 2G (2.5G)    | 850, 900, 1800, 1900 МГц          | 0.04                                  | Неизвестно                          | Технология устарела  |
| EDGE                                     | 2G (2.75G)   | 850, 900, 1800, 1900 МГц          | 0.38                                  | Неизвестно                          | Технология устарела  |
| UMTS                                     | 3G           | 850, 900, 1900, 2100 МГц          | 3.6                                   | Неизвестно                          | Технология актуальна |
| HSDPA/HSUPA                              | 3G (3.5G)    | 850, 900, 1900, 2100 МГц          | 7.2                                   | 5.7                                 | Технология актуальна |
| CDMA EV-DO Rev. A                        | 3G (3.5G)    | 800, 1900 МГц                     | 3.1                                   | 1.8                                 | Технология актуальна |
| Wi-Fi                                    | 802.11 b/g/n | 802.11n 2,4 ГГц, 5 Ггц            | 54                                    | 54                                  | Технология актуальна |
| Bluetooth 2.1 + EDR                      | 802.15.4     | 2,4 Ггц                           | 3.0                                   | 3.0                                 | Технология актуальна |

## Спецификации[32]

### Дизайн
Передняя и задняя панели телефона выполнены из алюмосиликатного стекла. Данное стекло применяется в самолётостроении и машиностроении, и по этой причине оно стойкое к царапинам и падениям. Диагональ экрана — 3,5 дюйма и уменьшенные размеры корпуса: на полмиллиметра короче и на 3 мм тоньше по сравнению с iPhone 3GS.

### Беспроводные сети
- Модель GSM: UMTS/HSDPA/HSUPA (850, 900, 1900, 2100 МГц)
GSM/EDGE (850, 900, 1800, 1900 МГц)
- Модель CDMA: CDMA EV-DO Rev. A (800, 1900 МГц)
- 802.11b/g/n Wi-Fi (802.11n только 2,4 ГГц)
- Технологии беспроводной связи Bluetooth 2.1 и EDR

### Средства определения местонахождения
- GPS с технологией Assisted GPS
- Цифровой компас
- По названиям Wi-Fi-сетей
- 3G — по идентификаторам сотовых вышек и мощности их сигналов

### Дисплей
- Дисплей Retina display
- Широкоформатный дисплей Multi-Touch с диагональю 3,5 дюйма
- Контрастность 800:1 (стандартная)
- Яркость до 500 кд/м2 (стандартная)
- Олеофобное покрытие, устойчивое к появлению отпечатков пальцев, на передней и задней панелях
- Поддержка одновременного отображения нескольких языков и наборов символов

### Камера, фото и видео
- Запись видео, HD (с разрешением 720p) до 30 кадров/с с аудио
- 5-мегапиксельная камера iSight
- Съёмка фотографий качества VGA и видео до 30 кадров/с с помощью камеры на передней панели
- Фокусировка касанием при съёмке фото и видео
- Светодиодная вспышка
- Привязка фотографий и видео к месту съёмки
- Распознавание лиц при видеосъёмке
- Автофокус

### Питание и аккумулятор
- Встроенный литий-полимерный аккумулятор
- Зарядка через USB от компьютера или адаптера питания

| Параметр                   | Время |
| -------------------------- | ----- |
| Видео                      | 10    |
| Музыка                     | 40    |
| Wi-Fi просмотр веб-страниц | 14    |
| 3G просмотр веб-страниц    | 6     |
| 3G время разговоров        | 7     |
| 2G время разговоров        | 14    |
| В режиме ожидания          | 300   |

### Воспроизведение аудио
- Частотная характеристика: от 20 Гц до 20 кГц
- Поддерживаемые звуковые форматы: AAC (от 8 до 320 кбит/с), защищённый AAC (для файлов из iTunes Store), HE-AAC, MP3 (от 8 до 320 кбит/с), VBR, Audible (форматы 2, 3, 4, Audible Enhanced Audio, AAX и AAX+), Apple Lossless, AIFF и WAV
- Настраиваемая пользователем максимальная громкость

### ТВ и видео
- Поддержка вывода видео с частотой развёртки до 720p при помощи цифрового AV-адаптера Apple или VGA-адаптера Apple; с частотой развёртки 576p и 480p через компонентный AV-кабель Apple; с разрешением 576i и 480i через комбинированный AV-кабель Apple (кабели продаются отдельно)
- Поддерживаемые видеоформаты: видео H.264 с частотой развёртки до 720p, 30 кадров/с, основной профиль уровня 3.1 со звуком AAC-LC до 160 кбит/с, 48 кГц, стереозвук в форматах .m4v, .mp4 и .mov; видео MPEG-4 до 2,5 Мбит/с, 640 х 480 пикселей, 30 кадров/с, простой профиль со звуком AAC-LC до 160 кбит/с на канал, 48 кГц, стереозвук в форматах .m4v, .mp4 и .mov; Motion JPEG (M-JPEG) до 35 Мбит/с, 1280 x 720 пикселей, 30 кадров/с, аудио в формате ulaw, стереозвук PCM в формате .avi.

### Наушники
- Наушники Apple с пультом дистанционного управления и микрофоном
- Частотная характеристика: от 20 Гц до 20 кГц
- Акустическое сопротивление: 32 Ом

### Поддержка почтовых вложений
- Поддержка просмотра документов следующих типов: .jpg, .tiff, .gif (изображения); .doc и .docx (Microsoft Word); .htm и .html (веб-страницы); .key (Keynote); .numbers (Numbers); .pages (Pages); .pdf (Preview и Adobe Acrobat); .ppt и .pptx (Microsoft PowerPoint); .txt (текст); .rtf (текст в формате .rtf); .vcf (информация о контактах); .xls и .xlsx (Microsoft Excel)

### Датчики
- Трёхосевой гироскоп
- Акселерометр
- Датчик расстояния
- Датчик внешней освещённости

### Системные требования
- Apple ID (требуется для некоторых функций)
- Доступ к сети Интернет
- Для синхронизации с iTunes на Mac или PC требуется:
  - Mac: система Mac OS X 10.5.8 или более поздней версии
  - PC: Windows 7, Windows Vista или Windows XP Home или Professional (Service Pack 3 или более ** iTunes 11.0.6 или более поздней версии

### Требования к среде эксплуатации
- Температура при эксплуатации: от 0 до 35 °C
- Температура при хранении: от −20 до 45 °C
- Относительная влажность: от 5 до 95 % без конденсации
- Максимальная высота эксплуатации: 3000 м

### Языки

#### Поддержка языков
Английский (Великобритания), английский (США), арабский, венгерский, вьетнамский, голландский, греческий, датский, иврит, индонезийский, испанский, итальянский, каталанский, китайский (традиционный), китайский (упрощённый), корейский, малайский, немецкий, норвежский, польский, португальский, португальский (Бразилия), румынский, русский, словацкий, тайский, турецкий, украинский, финский, французский, хорватский, чешский, шведский, японский

#### Поддерживаемые раскладки клавиатуры для языков
Английский (Великобритания), английский (США), арабский, болгарский, венгерский, вьетнамский, гавайский, голландский, греческий, датский, иврит, индонезийский, исландский, испанский, итальянский, каталанский, китайский традиционный (иероглифы, пиньинь, чжуинь, цан-цзе, убихуа), китайский упрощённый (иероглифы, пиньинь, убихуа), корейский, латышский, литовский, малайский, македонский, немецкий (Германия), немецкий (Швейцария), норвежский, польский, португальский, португальский (Бразилия), румынский, русский, сербский (латиница/кириллица), словацкий, тайский, тибетский, турецкий, украинский, финский, фламандский, французский, французский (Канада), французский (Швейцария), хинди, хорватский, чероки, чешский, шведский, эмодзи (эмотиконы), эстонский, японский (ромадзи, кана)

#### Поддержка словарей для языков
Английский (Великобритания), английский (США), арабский, венгерский, вьетнамский, гавайский, голландский, греческий, датский, иврит, индонезийский, испанский, итальянский, каталанский, китайский (традиционный), китайский (упрощённый), корейский, латышский, литовский, малайский, немецкий, норвежский, польский, португальский, португальский (Бразилия), румынский, русский, словацкий, тайский, турецкий, украинский, финский, фламандский, французский, французский (Канада), французский (Швейцария), хинди, хорватский, чероки, чешский, шведский, эстонский, японский (ромадзи, кана)

### Комплект поставки
- iPhone 4
- Наушники Apple с пультом дистанционного управления и микрофоном
- Кабель для подключения док-станции к порту USB
- Адаптер питания USB
- Документация
- Скрепка для извлечения Micro-SIM

## iPhone и окружающая среда
Компания Apple поддерживает передовые нормы в сфере защиты окружающей среды:
- Экран с подсветкой LED не содержит ртути.
- Стекло дисплея не содержит мышьяка.
- Не содержит бромированных огнестойких добавок.
- Не содержит ПВХ.
- Большая часть упаковки состоит из картона и биоматериалов, пригодных для повторной переработки.
- Адаптер питания превосходит самые строгие мировые стандарты энергоэффективности.

## Критика
iPhone 4 получил в основном положительный приём, критики высоко оценили его обновлённый дизайн и более мощное аппаратное обеспечение по сравнению с предыдущими моделями. Несмотря на то, что это был успех на рынке (более 600 000 предварительных заказов в течение 24 часов), выпуск iPhone 4 был омрачён широко разрекламированными сообщениями об отклонениях в конструкции новой антенны, из-за которых устройство теряло сигнал сотовой связи, если его удерживать определённым образом. Большинство контактов человека с внешним краем телефона приведёт к значительному снижению уровня сигнала. Apple выпустила iOS 4.0.1, чтобы попытаться исправить эти проблемы, но всё получилось безуспешно.